# Eyralpenus paucipunctata
Eyralpenus paucipunctata là một loài bướm đêm thuộc phân họ Arctiinae, họ Erebidae.